# 선유중학교 (경기)
선유중학교(仙遊中學校)는 대한민국 경기도 파주시 문산읍 선유리에 있는 공립 중학교이다.

## 학교 연혁
- 2011년 1월 10일 : 선유중학교 설립 인가(남녀공학 30학급)
- 2011년 9월 1일 : 선유중학교 개교, 초대 진삼주 교장 취임
- 2011년 9월 1일 : 개교식(3학급)
- 2012년 2월 15일 : 제1회 졸업(7명)
- 2014년 3월 1일 : 경기도 혁신학교 지정
- 2022년 9월 1일 : 제5대 박상철 교장 취임
- 2024년 1월 5일 : 제13회 졸업(169명, 누적 1,305명)
- 2024년 3월 4일 : 21학급 편성

## 참고 자료
- 선유중학교 - 한국교육학술정보원 학교알리미